# L.H.O.O.Q.
L.H.O.O.Q. (pronúncia em francês: [el aʃ o o ky]) é uma das obras do pintor dadaísta Marcel Duchamp e data de 1919. A sigla, lida em francês, parece dizer "Elle a chaud au cul", que em português seria "Ela tem um rabo quente". O trabalho é considerado por Duchamp como um ready-made.
Os ready-mades envolvem a utilização de objetos mundano e utilitários que geralmente não são considerados arte e sua transformação por adição, mudança ou (no caso de seu trabalho mais famoso, "Fonte") simplesmente por renomeá-los e exibi-los em uma galeria.
Em L.H.O.O.Q., o objet trouvé ("objeto encontrado") é um cartão postal que reproduz a obra da Mona Lisa de Leonardo da Vinci na qual Duchamp desenhou um bigode e um cavanhaque em lápis e atribuiu o título. Na literatura da arte, este gesto é continuamente interpretado como uma insinuação por parte de Duchamp em termos de especulação em relação à suposta homossexualidade de Leonardo.
Trabalhar com uma obra do Renascimento Italiano também aproximou Duchamp, artista baseado em Nova Iorque, do campo dadaísta europeu.

## Análise
As obras ready-made não se constroem de maneira convencional, já que não seguem as estéticas pré-definidas pela academia. Isso gera um choque com os significados tradicionais de arte. O objeto em si que foi utilizado para a composição a obra já é uma crítica de Duchamp: a Mona Lisa de Leonardo está dentro da instituição do Museu do Louvre, porém suas cópias são reproduzidas e distribuídas, correndo risco de serem manipuladas, como o próprio Duchamp fez. A reprodução usa a obra original como uma referência visual.
Ao demonstrar que seus objets trouvés e objetos cotidianos produzidos em série também poderiam ser elevados ao status de obras de arte simplesmente por definição, o artista quebrou com o mito romântico do criador, ao mesmo tempo em que o reforçou ao clamar para si próprio esta capacidade e autoridade. O objeto banal só se tornava arte porque foi um artista que assim o afirmou.
O humor, o escândalo e o desrespeito com os sublimes valores da história da arte eram estratégias típicas dos dadaístas. Duchamp se recusava a criar obras que atraíssem o público visualmente, já que seu intenção era conectar a arte com a intelectualidade. Ele criava as obras não apenas pensando no visual da obra quando finalizada, mas na ideia que ela transmitia. A obra, além de uma releitura, tem intenção de tirar a Mona Lisa dos eixos da academia e da tradição, e criticar o consumo da própria arte.
Pela construção visual, a obra apenas mostra uma mulher chamada Mona Lisa com bigode e cavanhaque, representando o padrão de beleza feminino na época de Da Vinci. Duchamp diverge com esta ideia, e entra em conflito com estes padrões impostos: a figura de Mona Lisa se torna masculina com os simples detalhes da barba. As representações o belo e do ideal, presentes na obra original de Leonardo, são provadas na produção de L.H.O.O.Q. Duchamp adicionou novos elementos para uma obra inalcançável, e o fez de uma maneira que causou grande impacto. O francês formou a partir de uma reprodução novos conceitos que se aderiam às suas ideias e valores.
Neste contexto, cria-se um novo símbolo da arte a partir de seu próprio estatuto e pré-definição. É importante ressaltar que a crítica não é diretamente encaminhada à Da Vinci ou ao próprio Renascimento Italiano. Ambos artistas são relevantes, porém cada um carrega um símbolo diferente. Duchamp não duvida da importância inquestionável das obras renascentistas. 

Duchamp revela o caráter mutável da arte, que sofre transformações inevitáveis no decorrer da história a partir de mudanças das próprias culturas. Portanto, pode-se afirmar que a obra do francês assume uma identidade pessoal, mesmo que tenha referência a um trabalho renascentista.